# 紅隼
紅隼（學名：Falco tinnunculus）为隼科隼属的鳥類。又名茶隼、紅鷹、黃鷹、紅鷂子。
這種鳥類分佈廣泛，原生範圍遍及歐洲、亞洲和非洲，偶爾也會到達北美洲東海岸。 它已經在一些海洋島嶼上定居，但流浪個體通常很罕見；例如，在整個密克羅尼西亞，該物種僅在關島和塞班島的馬里亞納群島中分別被記錄過兩次。
一般棲息於林地、草原、有零星樹木的牧場、海岸等，築巢於懸崖、樹木以及舊建築或廢墟的牆上。 該物種的模式產地在瑞典。

## 分類

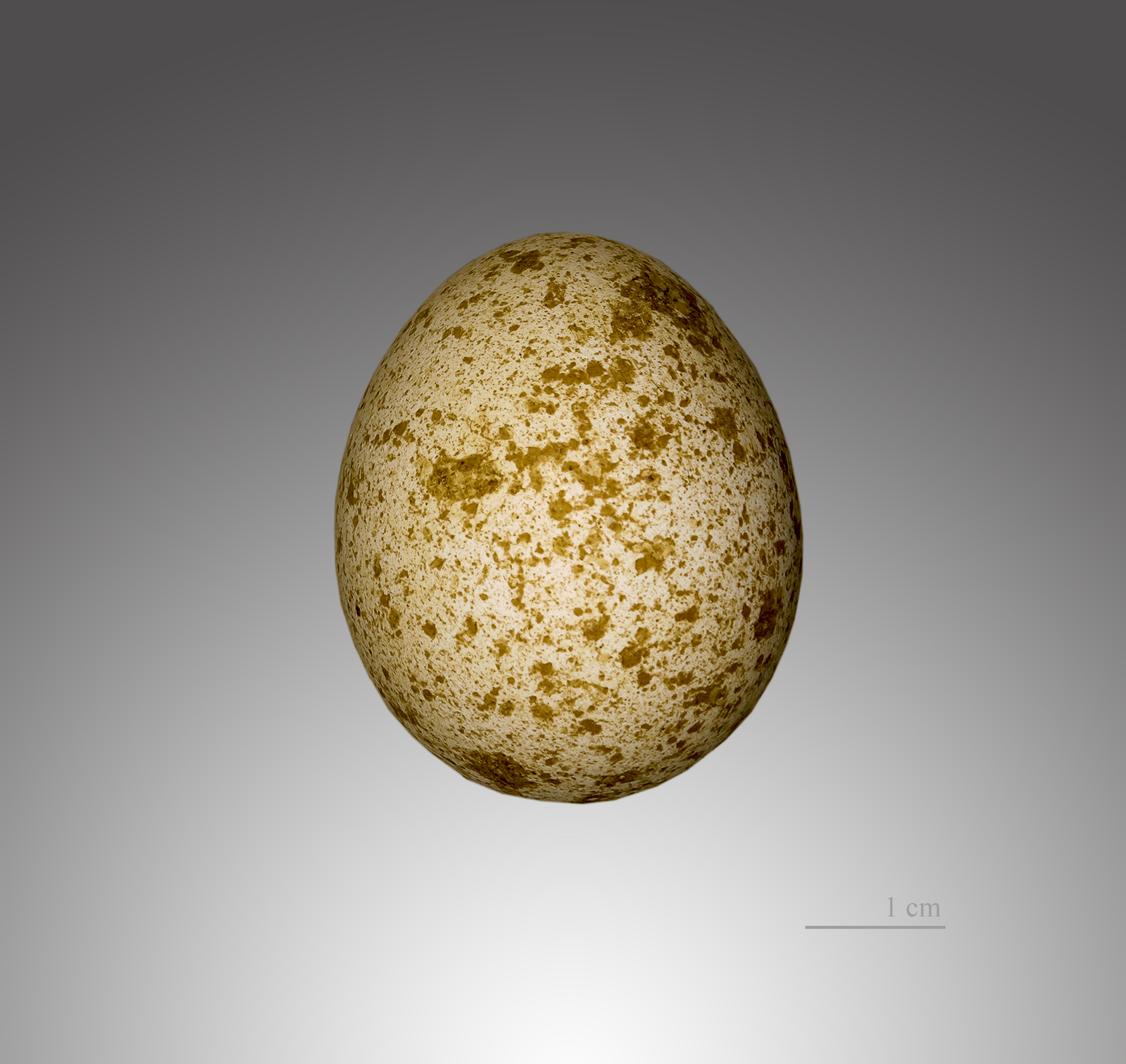
Falco tinnunculus

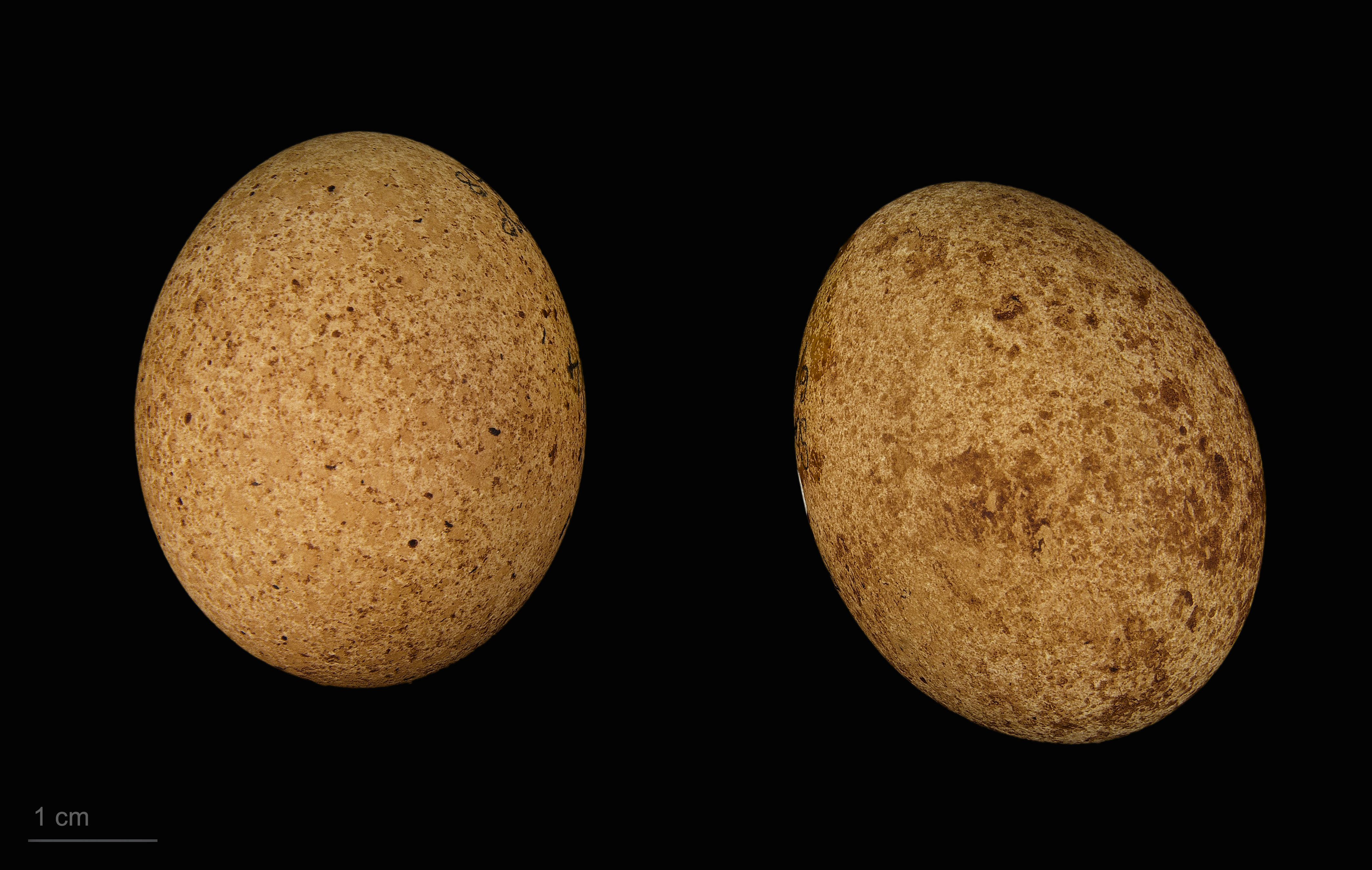
卵 Falco tinnunculus alexandri

紅隼由瑞典自然學家卡爾·林奈於1758年在他的《自然系統》第十版中正式描述，並給予現行二名法名稱Falco tinnunculus。林奈指定模式產地為歐洲，但在1761年將其限制在瑞典。屬名源自晚期拉丁語，取自falx falcis，指的是鳥類的爪子。種名tinnunculus源自拉丁語，意為「紅隼」，源自「tinnulus」，意為「尖銳的」。拉丁名tinnunculus曾被瑞士自然學家康拉德·格斯納於1555年使用。「kestrel」這個詞來自法語的crécerelle，是crécelle的小形式，也指的是麻風病患者使用的鈴鐺。該詞早期拼寫為'c/kastrel'，有15世紀的證據。紅隼曾被用來驅趕和驅離鴿子。紅隼的古老名稱包括windhover和windfucker,，由於其拍打風（在空中盤旋）的習性。
這個物種屬於一個具有黑色面頰斑紋的隼類物種的演化枝，這一特徵顯然在最早的紅隼類中並不存在。根據線粒體DNA細胞色素b的DNA序列數據分析和生物地理學的考量，它們似乎在更新世（約2.5–2百萬年前），大約起源於熱帶東非。2015年發表的一項分子系統發生學研究發現，紅隼的最近親是斑隼（Falco moluccensis）和澳洲隼（Falco cenchroides）。
以前被認為是亞種的岩隼（F. rupicolus），現在被視為獨立的物種。與現今物種可能並無密切關聯的黃爪隼（F. naumanni），在外觀上與紅隼相似，但雄性翅膀和尾巴尖端除外，幾乎沒有黑色。而美國隼（F. sparverius）顯然不是一種真正的紅隼。 這兩種物種的雄性翅膀中都有很多灰色，而紅隼及其近親物種中則沒有這一特徵，但幾乎所有其他隼類都有。

### 亞種

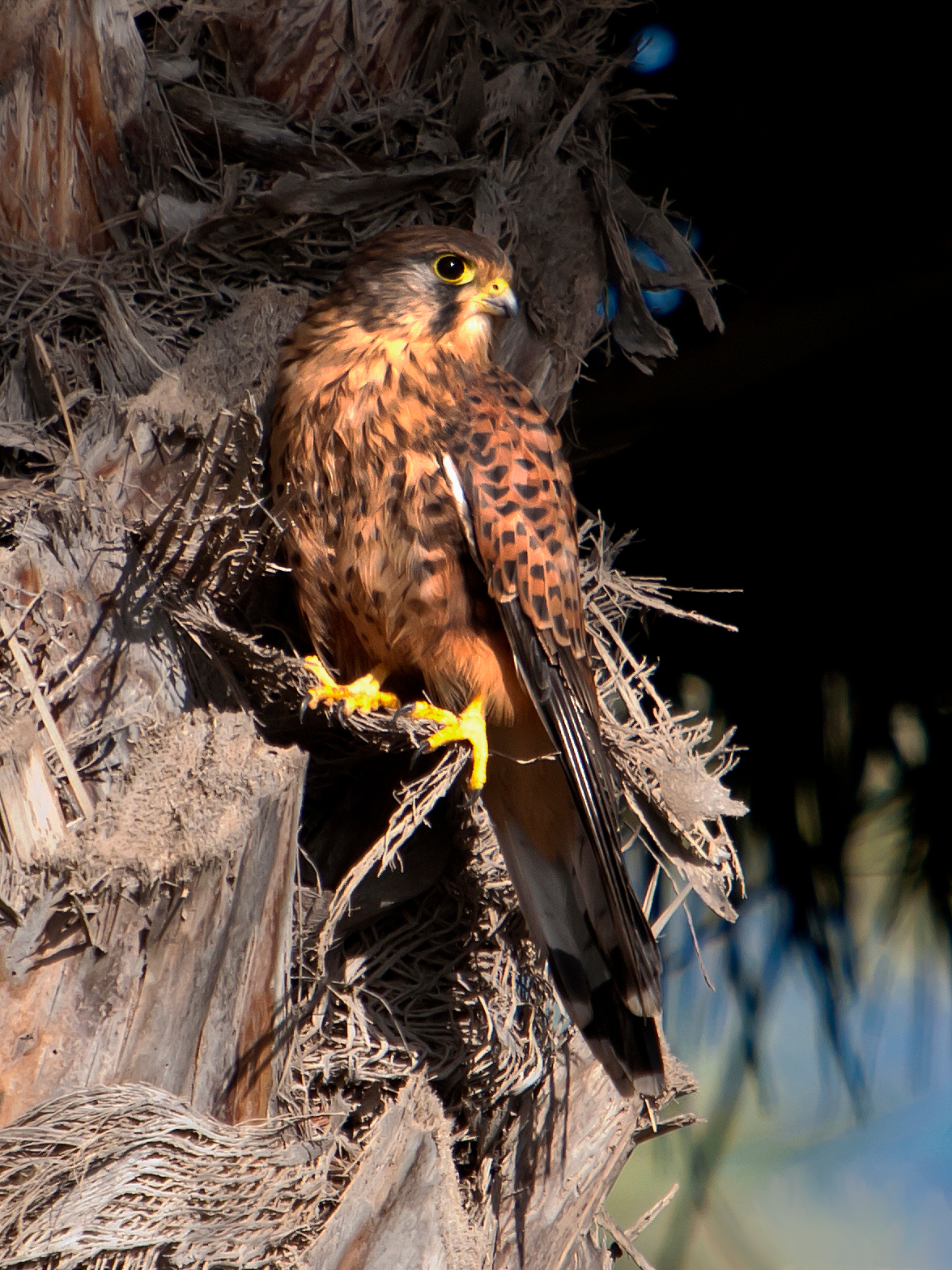
F. t. canariensis來自大加那利島

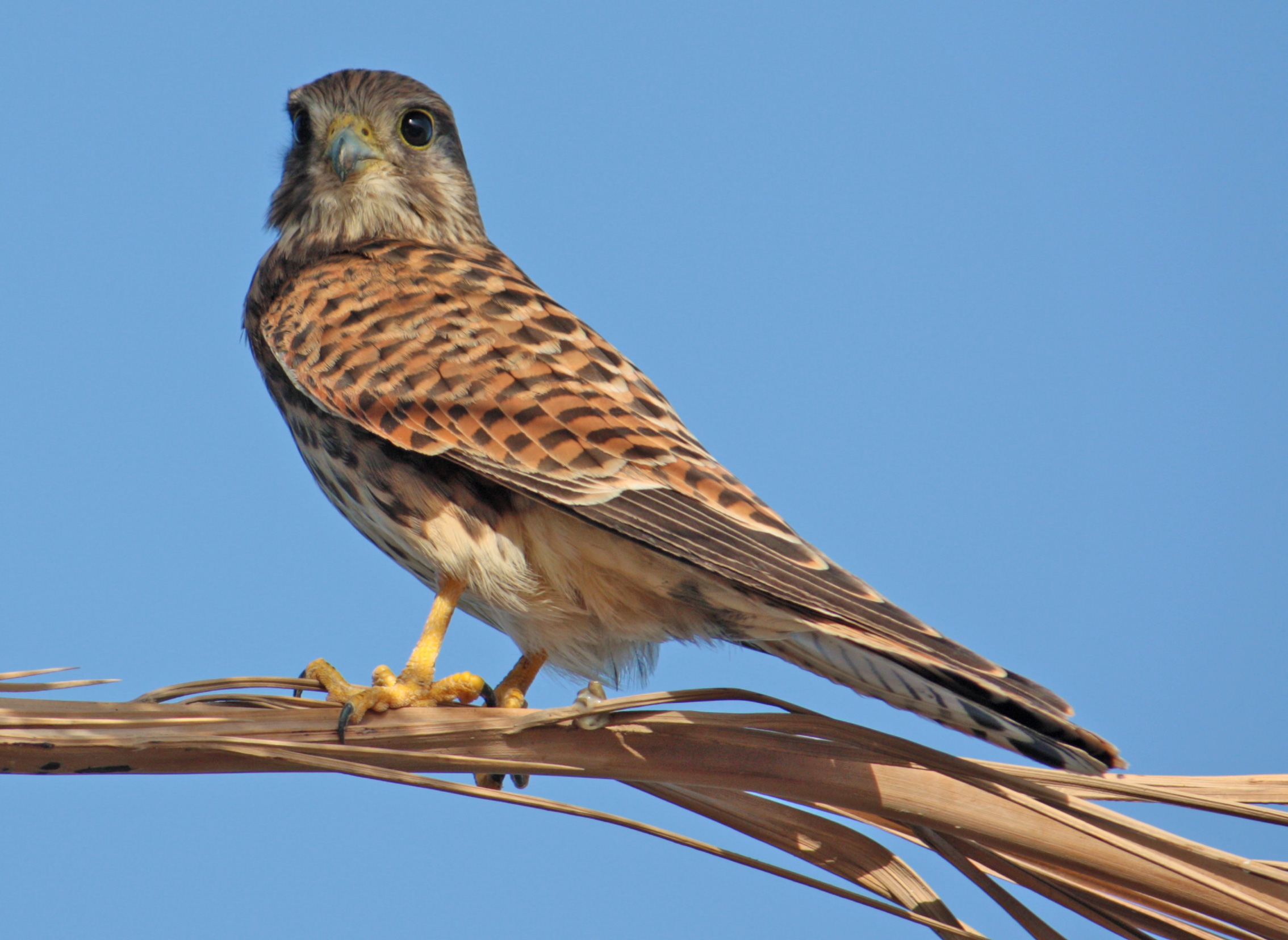
F. t. rupicolaeformis 來自赫爾格達, 埃及

共認可11個亞種。大多數差異不大，主要根據貝格曼法則和格洛格氏定律。熱帶非洲型的雄性羽毛中灰色較少。
- F. t. tinnunculus Linnaeus, 1758 – 歐洲、北非、中東及興都庫什山-喜馬拉雅山脈以北至西北鄂霍次克海地區的溫帶地區。北亞群體冬季南遷，顯然不會穿越喜馬拉雅山脈，而是向西偏離。中國分布于台灣以及歐亞大陸的新疆、内蒙古、黑龙江、西藏、福建广东、海南等地。该物种的模式产地在瑞典。[20]
- F. t. perpallidus （Clark, AH, 1907） – 東北西伯利亞至中國東北部和朝鮮半島
- F. t. interstinctus McClelland, 1840 – 東亞從西藏至韓國和日本，南至印度支那。在其繁殖範圍的南部過冬，從印度東北部至菲律賓（此地零散分佈，例如棉蘭老島只有兩次記錄）。該亞種有深色且明顯的標記，並且有棕紅色變種，但在野外難以可靠識別。[21][22]中國分布于台灣以及歐亞大陸的内蒙古、东北、四川、西藏、云南、海南等地。该物种的模式产地在印度阿萨姆。[23]
- F. t. objurgatus （Baker, ECS, 1929） – 印度的西部、尼爾吉里丘陵和東高止山脈；斯里蘭卡。標記明顯，雄性具有深灰色頭部和赤褐色腿部。[22][24]
- F. t. canariensis （Koenig, 1890） – 馬德拉和加那利群島西部
- F. t. dacotiae Hartert, EJO, 1913 – 加那利群島東部：富埃特文圖拉島、蘭薩羅特島、奇尼霍群島。
- F. t. neglectus Schlegel, 1873 – 北佛得角群島
- F. t. alexandri Bourne, 1955 – 佛得角群島西南部
- F. t. rupicolaeformis （Brehm, CL, 1855） – 阿拉伯半島（沙漠地區除外）及紅海跨越至非洲
- F. t. archerii （Hartert, EJO & Neumann, 1932） – 索馬利亞、肯亞沿海和索科特拉島
- F. t. rufescens Swainson, 1837 – 薩赫勒地區至埃塞俄比亞，南至剛果盆地周邊至南坦桑尼亞及東北安哥拉。

生活在第四紀冰期冷期的歐洲紅隼略微在體型上與現代群體有所不同；它們有時被稱為古亞種F. t. atavus（參照貝格曼法則）。這些鳥類的遺骸被發現於當時未被冰川覆蓋的歐洲地區，從晚期上新世（ELMA Villanyian/ICS 皮亞琴期，MN16）約300萬年前至中更新世薩勒冰期結束約13萬年前，當時它們最終讓位給與今日群體無異的鳥類。一些冰河時期紅隼捕食的田鼠，例如歐洲松田鼠（Microtus subterraneus），與現存的田鼠無異。其他的獵物則更快速地進化（例如M. malei，今天苔原田鼠A. oeconomus的推定祖先），而另外一些物種似乎完全滅絕了，沒有留下任何現存的後代，例如Pliomys lenki，它顯然在大約10萬年前的威克塞爾冰期中滅絕。

## 描述
普通紅隼從頭到尾長度為32—39 cm（121⁄2—151⁄2英寸），翼展為65—82 cm（251⁄2—321⁄2英寸）。雌性明顯較大，成年雄性的體重為136—252 g（43⁄4—87⁄8 oz），平均約為155 g（51⁄2 oz）；成年雌性體重為154—314 g（53⁄8—111⁄8 oz），平均約為184 g（61⁄2 oz）。因此，相較於其他猛禽，牠們體型較小，但比大多數鳴禽大。像其他隼屬物種一樣，牠們擁有長翼以及明顯的長尾巴。
羽毛主要是淺栗色的，背部有黑色斑點，下側為淡褐色，有狹窄的黑色條紋；飛羽也呈黑色。與大多數猛禽不同，普通紅隼展示出兩性異形的顏色差異，雄性的黑色斑點和條紋較少，並且有藍灰色的頭頂和尾巴。雌性的尾巴為棕色，有黑色橫紋，而兩性尾巴末端皆有黑色邊緣和窄窄的白色邊。所有普通紅隼都有一條突出的黑色頰紋，像牠們的近親一樣。
鼻蠟膜、腳以及眼睛周圍的狹窄環帶為亮黃色；趾甲、喙和虹膜則是深色。幼鳥看起來像成年雌鳥，但下側條紋較寬；裸露部分的黃色較淡。雛鳥全身覆蓋白色絨羽，之後會變為灰褐色的第二層絨羽，然後長出第一套真正的羽毛。

## 行為與生態
在其分佈範圍內的涼爽溫帶地區，普通紅隼在冬季會南遷；否則牠是留鳥，但幼鳥在成熟後可能會四處流浪尋找合適的定居地。牠是一種晝行性動物，生活在低地，偏好開闊的棲地，如農田、石楠地、灌木叢和沼澤地。牠不需要有森林存在，只要有替代的棲息和築巢點，如岩石或建築物即可。在沒有樹木的草原上，只要有豐富的草本植物和灌木以支撐獵物的繁衍，牠也能茁壯生存。紅隼能夠適應人類聚居地，只要有足夠的植被，甚至可以在濕地、泥炭沼地和乾燥的稀樹草原中找到。牠的分佈範圍從海邊延伸到低山區，在熱帶最熱的部分分佈高度可達4,500米（14,800英尺）平均海拔，而在亞熱帶氣候的喜馬拉雅山麓，高度僅約為1,750米（5,740英尺）。
在全球範圍內，該物種不被國際自然保護聯盟（IUCN）列為瀕危物種。在20世紀中期，由於有機氯化物和其他殺蟲劑的無差別使用，該物種的數量受到影響，但由於牠是一種r/K選擇策略生物，在良好條件下能迅速繁殖，受影響程度比其他猛禽小。全球種群數量多年來波動很大，但總體上保持穩定；粗略估計約有100萬至200萬對，其中約20%分佈在歐洲。最近西歐的部分地區，如愛爾蘭，數量有所下降。亞種dacotiae相當稀少，1990年時成鳥數量不到1000隻，而古老的加那利群島西部亞種canariensis數量約為其十倍。

### 食物與捕食

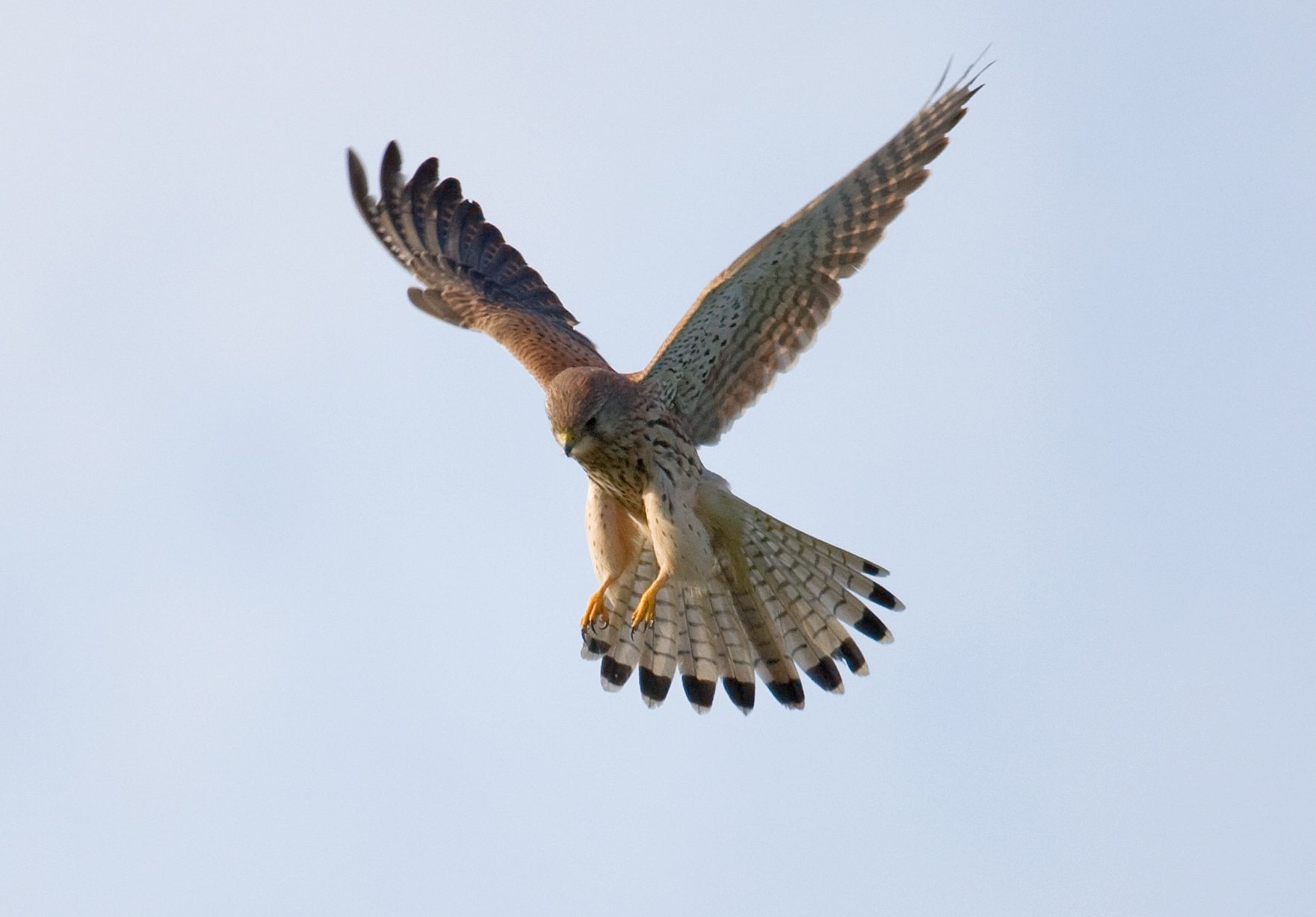

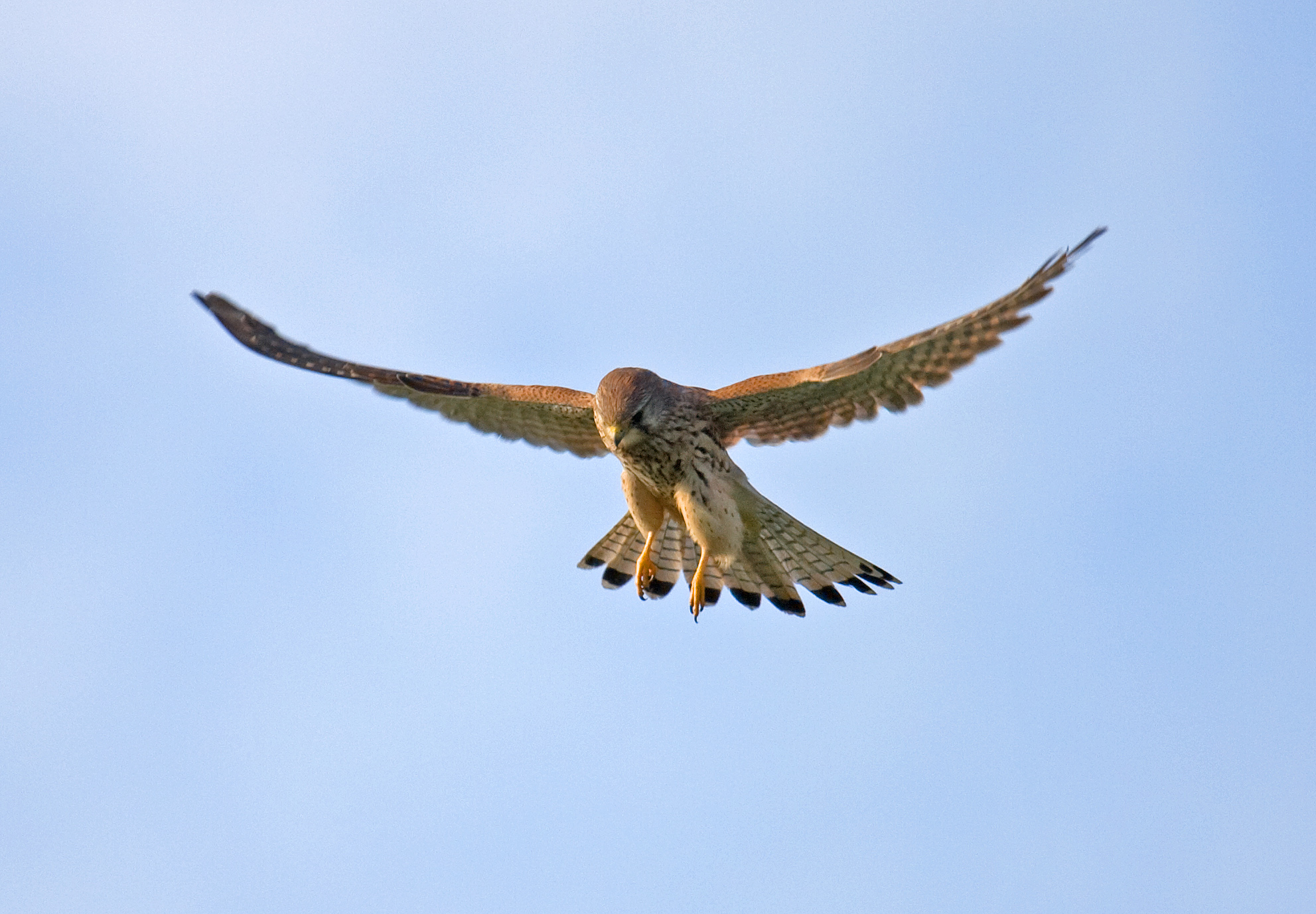

當捕獵時，普通紅隼通常會在離地面約10—20米（35—65英尺）的高度盤旋，搜尋獵物，無論是迎風飛行還是利用山嶺上升氣流滑翔。像大多數猛禽一樣，普通紅隼擁有敏銳的視力，能從遠處發現小型獵物。一旦發現獵物，牠會進行短而陡的俯衝，與依賴長距離、高速俯衝捕捉獵物的遊隼不同。紅隼經常在道路和高速公路兩側狩獵，那裡的路邊地帶擁有大量獵物。此物種能夠看到近紫外光，這使得牠們能夠在陽光下發現散發紫外光色的囓齒動物巢穴周圍的尿液痕跡。另一種不太顯眼的捕獵方式是稍微高於地面棲息，觀察周圍環境。當鳥類發現獵物移動時，牠會立即撲向獵物。牠們還會在低空飛行時在捕獵區域巡邏，當遇到獵物時便會伏擊。

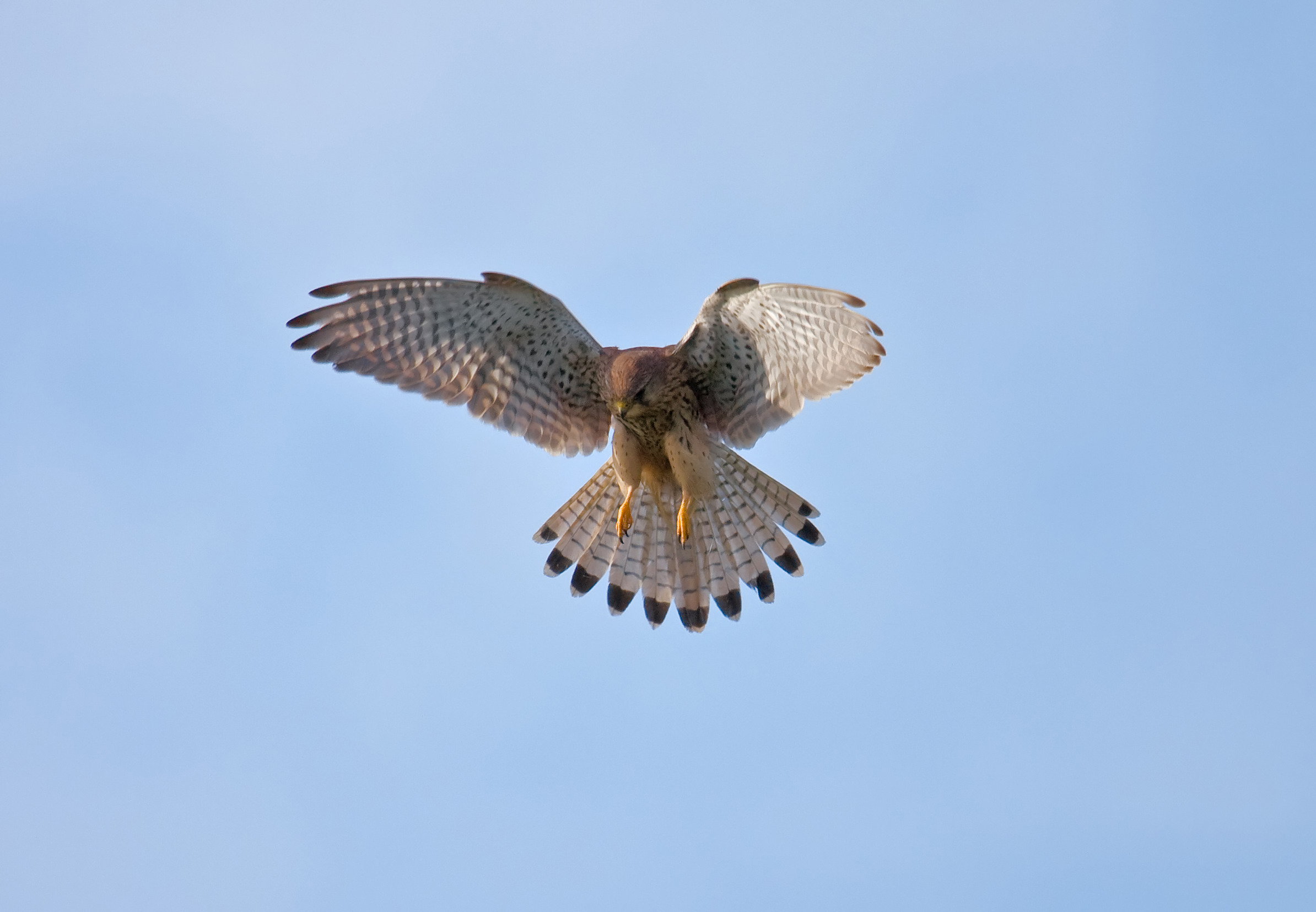

牠們幾乎只吃老鼠大小的哺乳動物。田鼠、鼩鼱和真正的老鼠提供了大部分或超過三分之二的生物量。在哺乳動物通常稀少的海洋島嶼，小型鳥類（主要是雀形目鳥類）可能構成其飲食的大部分。在其他地方，鳥類只有在夏季幾週的時間內成為重要食物，當時未經驗的雛鳥數量眾多。其他合適大小的脊椎動物如蝙蝠、雨燕、青蛙和蜥蜴僅在罕見情況下會被捕食。然而，隼類在南方緯度地區更可能捕食蜥蜴。在北方緯度地區，隼類被發現更多時會在中午將蜥蜴帶回巢中，且隨著氣溫上升，這種行為更為普遍。季節性地，節肢動物可能是主要的獵物。一般來說，無脊椎動物如避日蛛甚至蚯蚓，但主要是像甲蟲、直翅目和有翅的白蟻等大型昆蟲也會被捕食。
普通紅隼每天需要捕食相當於4到8隻田鼠的食物，這取決於能量消耗（取決於季節、盤旋時間等）。牠們已知會連續捕捉數隻田鼠並儲存一些以供日後食用。一隻雛鳥平均每小時消耗4.2克食物，相當於每天消耗67.8克（相當於每天3到4隻田鼠）。

### 繁殖

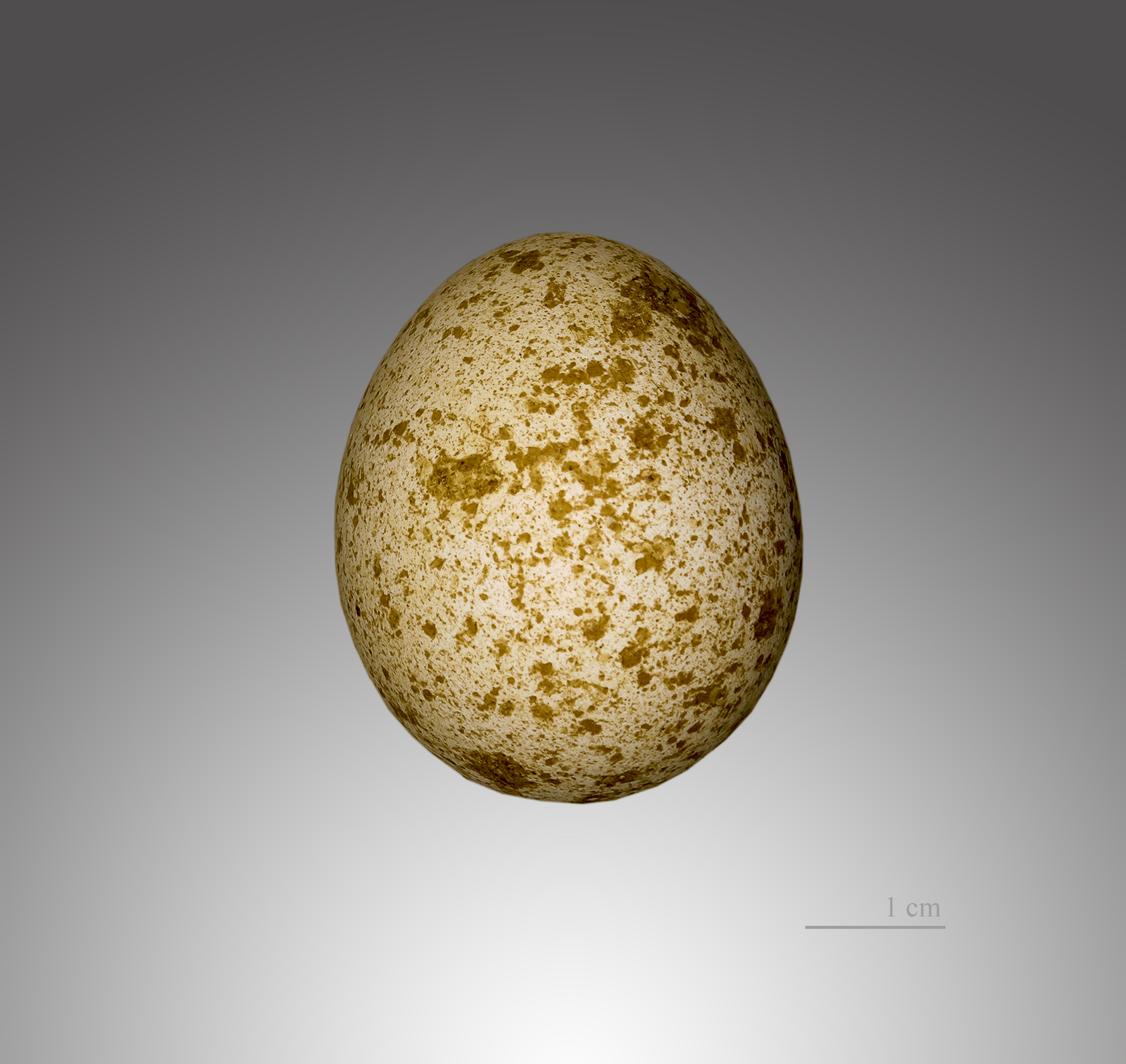
Egg

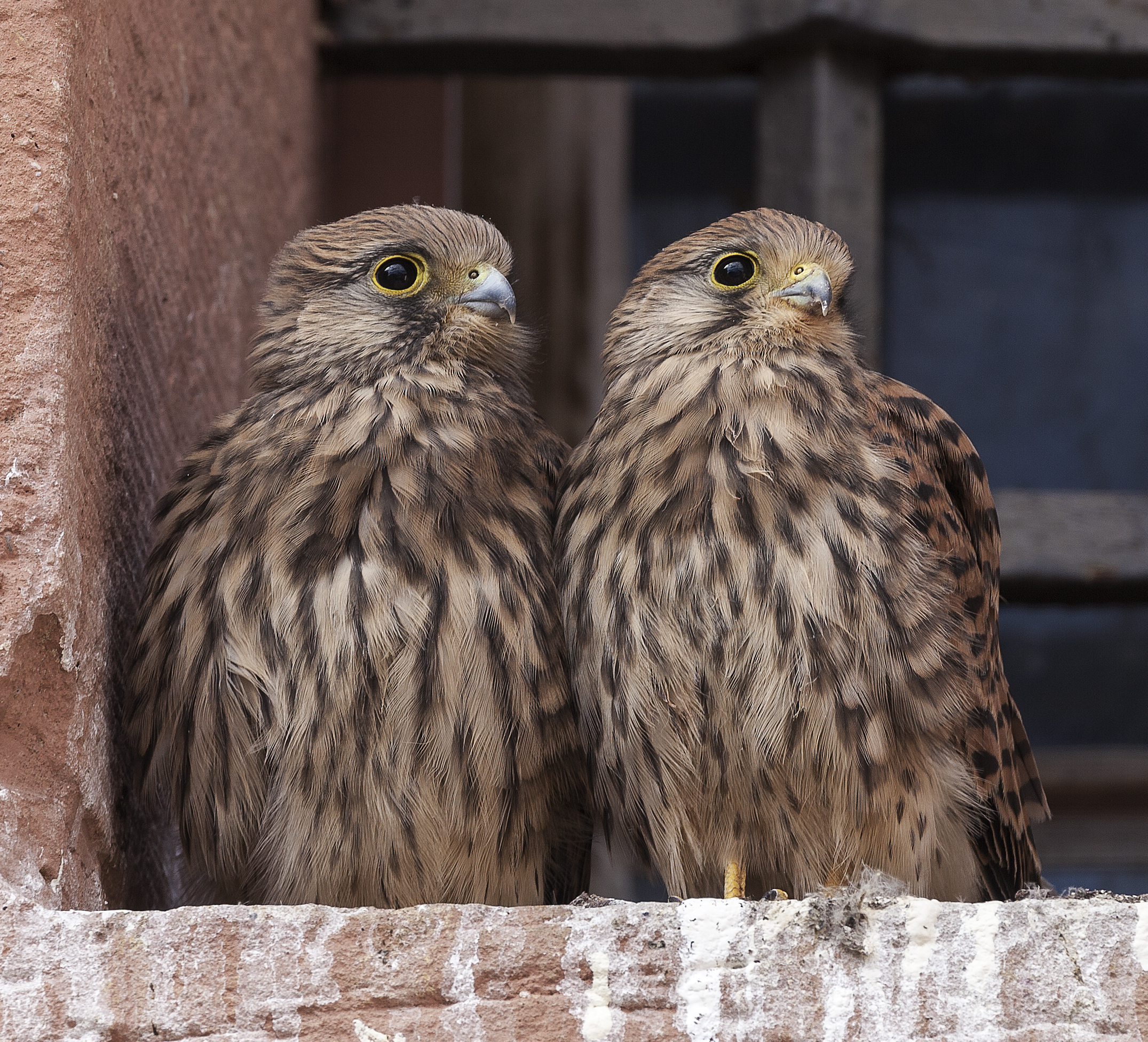
年輕的紅隼，還不會飛，等待食物

普通紅隼在春季（或熱帶的乾季開始）開始繁殖，即在溫帶的歐亞大陸為四月或五月，而在熱帶和南部的非洲則為八月至十二月之間的某個時間。牠是穴居築巢的鳥類，偏好在懸崖、樹木或建築物中的洞穴築巢；在構成區內，普通紅隼經常在建築物上築巢，並會重複使用鴉科鳥類的舊巢。來自東部加那利群島的微小亞種dacotiae，sarnicolo偶爾會在棕櫚樹頂部以下的乾燥葉片中築巢，與同樣在此築巢的小型鳴禽共存，這點相當特殊。一般來說，普通紅隼通常會容忍同類在附近築巢，有時會有幾十對紅隼在一個鬆散的群體中築巢。
每巢通常為3-7顆；可能總共會產下更多蛋，但有些會在產卵期間被移除。每顆蛋的產卵過程約持續兩天。這些蛋有著大量的棕色斑點，從整個表面呈現淡褐色到大部分幾乎為黑色斑塊不等。孵化期為四週至一個月，雄鳥和雌鳥都會輪流孵蛋。蛋孵化後，雙親分擔育雛和狩獵的責任。只有雌鳥餵食雛鳥，牠會將獵物撕成適合雛鳥吞食的小塊。幼鳥在4-5週後長羽離巢。家庭會在接下來的幾週內緊密相依，這段時間幼鳥學習如何自立和捕食獵物。幼鳥在下一個繁殖季節性成熟。研究發現羽色較黑的雌性隼雛鳥性格較為大膽，這表明即使在幼鳥時期，羽色也能作為一種地位信號。
來自英國的數據顯示，每對繁殖的普通紅隼平均撫養約2-3隻雛鳥，儘管這包括了相當高的整窩失敗率；實際上，成功撫養雛鳥的紅隼很少少於3或4隻。相比其同巢兄弟姐妹，最早孵化的雛鳥有更高的生存和留巢機率，這被認為是由於這些雛鳥在巢中獲得了較高的身體狀況。獵物的族群週期，特別是田鼠的數量，對繁殖成功有很大影響。大多數普通紅隼在兩歲前就會死亡；第一年死亡率可能高達70%。至少雌鳥通常在一歲時就會繁殖；而部分雄鳥可能與其近親物種一樣，需要一年更長時間才能成熟。然而，牠們的生物壽命可能達到16年或更長；有一隻記錄到壽命接近24年。

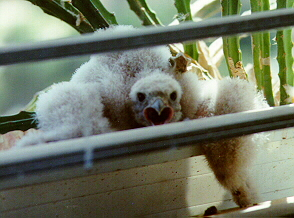
普通紅隼雛鳥（注意白色絨羽）
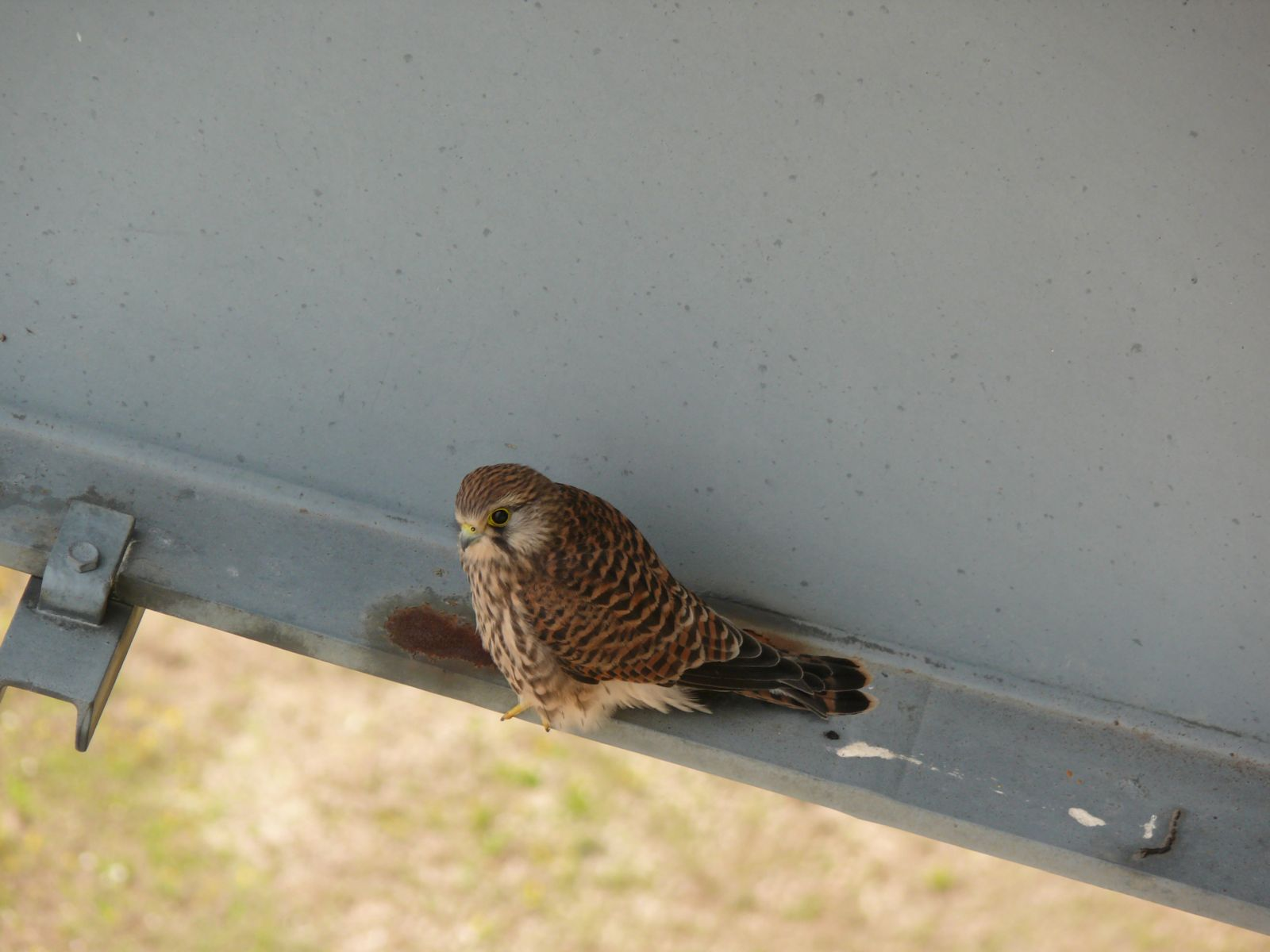
長羽後的幼鳥
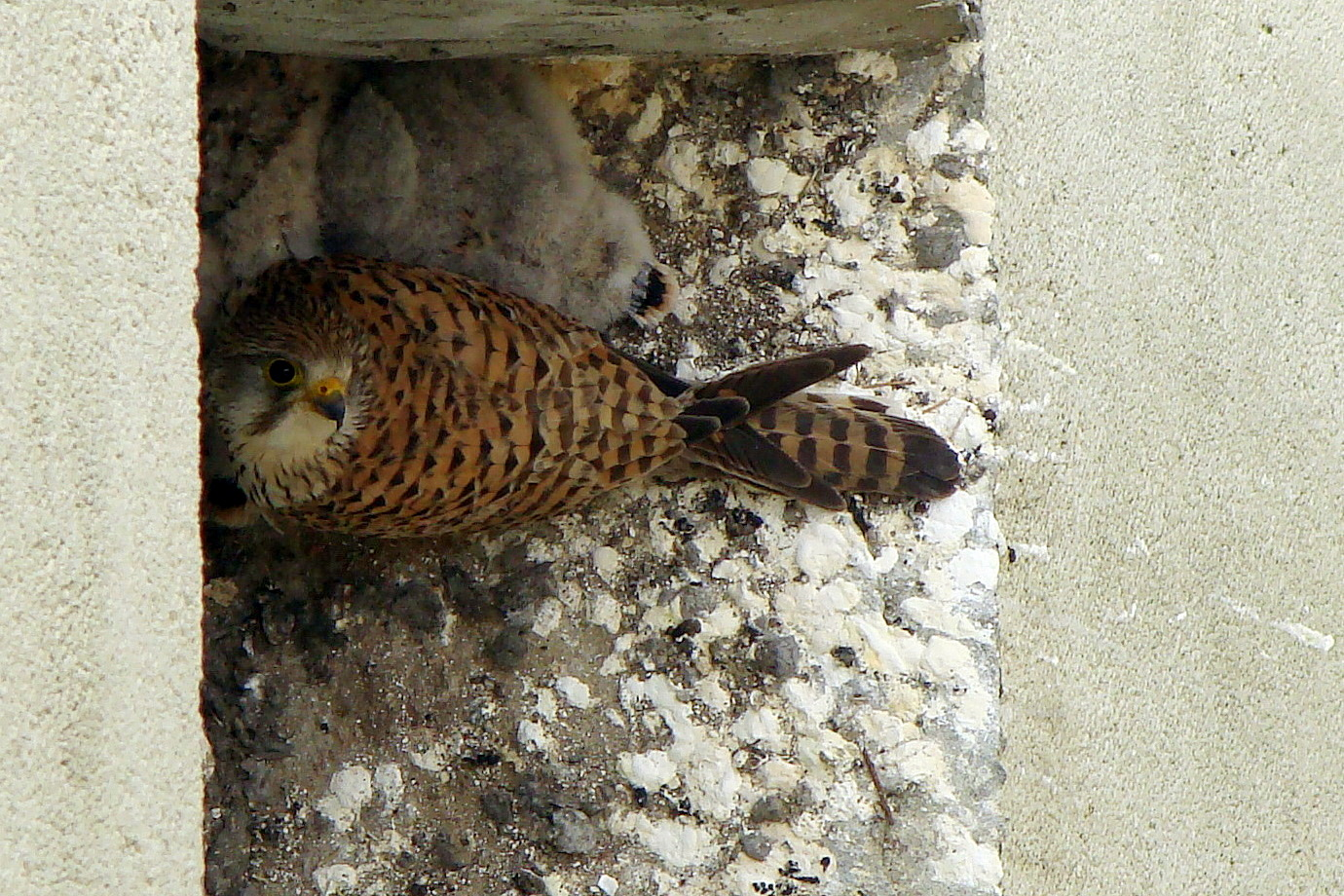
普通紅隼巢穴

## 文化中的紅隼

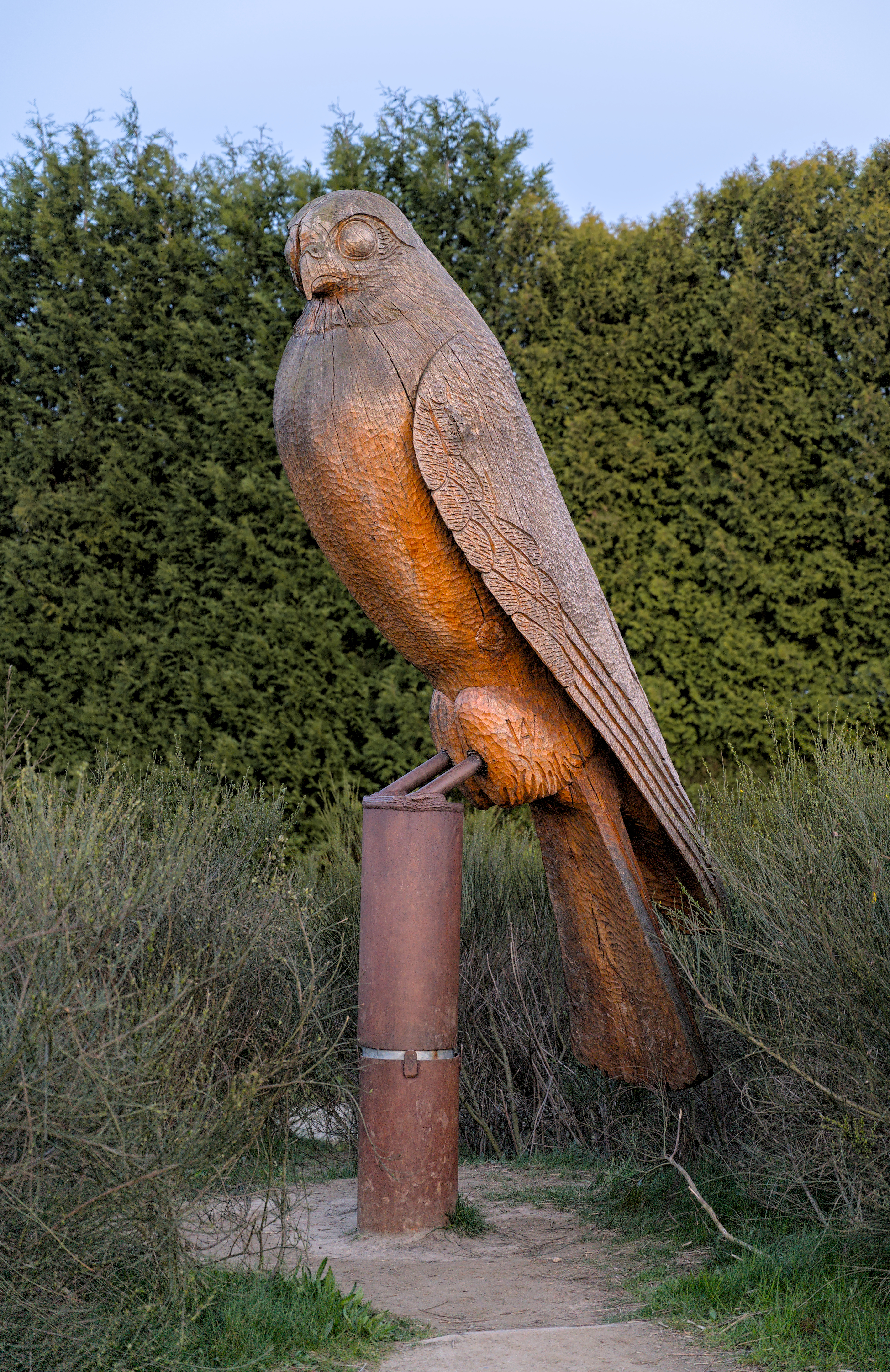
木製紅隼雕塑

紅隼有時會像其他猛禽一樣被視為自然力量和活力的象徵。在《入戰》（1915年）中，戰爭詩人朱利安·格倫費爾在希望能在戰鬥中展現英勇時，提到紅隼和其他幾種鳥類的超凡特質：
白天盤旋的紅隼， 夜裡呼喚的小鴞, 祝願他如牠們般迅速而敏銳，耳聽八方，目視千里。
傑拉德·曼利·霍普金斯（1844–1889年）在他的詩作《風之王》中寫道，讚美了紅隼在空中的飛行技巧和威嚴。
我抓住了這個清晨，晨光的臣僕，白晝的王儲，像斑駁的黎明所驅使的隼在飛馳
紅隼也是The Animals of Farthing Wood中的主角之一。
巴里·海因斯的小說A Kestrel for a Knave及其改編的1969年電影肯·洛區的《鷹與男孩》講述了一個英國工人階級男孩與紅隼建立友誼的故事。
紅隼的普什圖語名稱Bād Khurak意為“風中懸浮”，而在旁遮普語中牠被稱為Larzānak或“小懸浮者”。在波斯和阿拉伯地區，紅隼曾被用作誘餌來捕獵其他猛禽。牠也曾被用來訓練阿拉伯部分地區用來狩獵瞪羚的灰獵犬。年幼的灰獵犬會被派去追逐跳鼠，同時紅隼會俯衝以分散跳鼠的注意力並迫使牠們轉彎。

## 保护
- 中国国家重点保护动物等级：二级

## 命名
- 中華民國國軍使用之紅隼反裝甲火箭以红隼來命名。
- 台灣飛行傘一群飛行高手以紅隼來命名紅隼飛行俱樂部。